# جعفر العسكري

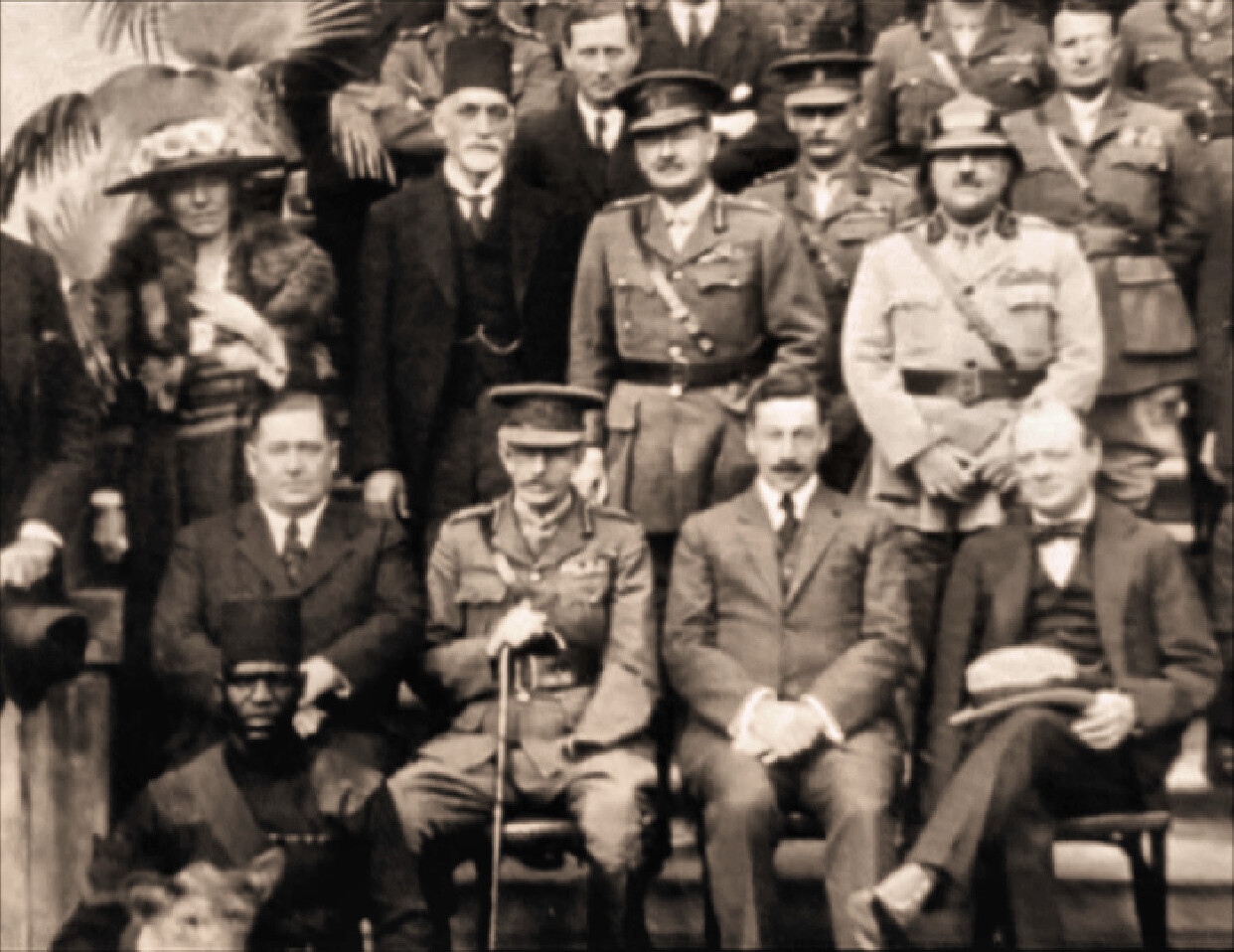
جعفر العسكري يظهر في صورة مؤتمر القاهرة عام 1921

جعفر مصطفى عبد الرحمن جعفر العسكري النعيمي (15 سيبتمبر 1885- 30 أكتوبر 1936) سياسي وعسكري عراقي. كان رئيسا للوزراء في العهد الملكي في العراق. أسس الجيش العراقي وأشرف شخصيا على تسليحه. يحمل لقب العسكري نسبة إلى عسكر في كركوك
تنقل العسكري في الرتب في الجيش العثماني، ثم عُين مرافقاً للقائد الألماني الأميرال فون سوشن، ومُنح وسام الصليب الحديدي الألماني. اعتقل في مصر بعد أن حاول أن يحاربها على رأس فصيل ألماني، وهرب من الاعتقال بأن ربط عدة بطانيات وتعلق بها فانقطعت البطانيات وألقي القبض عليه، ولكنه استطاع أن يفلت من الاعتقال. انضم إلى الثورة العربية الكبرى التي أعلنها الشريف الحسين في الحجاز وخدم في الجيش الذي قاده الأمير فيصل الذي أصبح أول ملك على العراق بعد ذلك. عاد الأمير فيصل ملكاً على العراق وعاد معه جعفر العسكري وعينه الملك أول وزير للدفاع. يصفه البريطانيون في وثائقهم بأنه كان يتكلم لغات عدة، وتكتيكي ممتاز، وشجاع». أصبح رئيساً للوزراء ثلاث دورات، وخمس دورات وزيراً للدفاع.
اغتاله بكر صدقي الذي قاد انقلاباً عسكرياً على وزارة ياسين الهاشمي، فتصدى العسكري للانقلاب فقتل.

## ولادتهِ ونشأته
ولد محمد جعفر العسكري في بغداد في 15 سيبتمبر 1885. كان والدهُ مصطفى عبد الرحمن المدرس ضابطاً في الجيش العثماني برتبة قائمقام (عقيد)، اشترك في الحرب الروسية - التركية عام 1877، وقد أنجب خمسة أبناء كان جعفر رابعهم. ولم يكن لقب العسكري الذي لحق بهِ نسبة إلى مسلكهِ في الجيش وإنما نسبة إلى سكن عائلتهِ في قرية عسكر القريبة من كركوك، حيث انتقل إليها جدهِ الأكبر عبد الله المدني النعيمي من المدينة المنورة في القرن السادس عشر الميلادي، فهو من أصل عربي من المدينة المنورة. ثم انتقل والدهُ إلى الموصل وسكنها بعد إحالتهِ على التقاعد، ولما أكمل جعفر الابتدائية قرر أبوهُ أرسالهِ إلى بغداد مع أخيهِ هادي، لإدخالهِ المدرسة العسكرية فيها، ولعدم وجود مدرسة عسكرية في الموصل، وتوفي والدهُ في الموصل بعد سفر جعفر ببضعة أشهر، فنشأ يتيما ورباه إخوتهِ.

## حياته العسكرية
سافر إلى إسطنبول عام 1901 بعد أن أتم دراستهِ الإعدادية في بغداد، للدراسة في المدرسة العسكرية هناك وتخرج منها عام 1904 برتبة ملازم ثان، وحارب مع العثمانيين في حملة عام 1905، ولما عاد منها أُرسل مع الجيش السادس إلى حملة لإخضاع بعض العشائر الثائرة من بني لام والبو محمد المنشقة على بعضها. وعلى أثر إعلان الدستور العثماني في تموز عام 1908 قررت الحكومة العثمانية إدخال بعض الإصلاحات للجيش العثماني وإرسال بعثات عسكرية من الضباط الذين يتم انتخابهم بطريقة المسابقة للتدريب والدراسة في ألمانيا، وكان جعفر الملازم الأول في فوج الأعظمية بين أعضاء البعثة الأولى وقد قضى السنوات من عام 1910 إلى عام 1912 في برلين وكارلسوه.
في عام 1913 نشبت الحرب بين الدولة العثمانية ودول البلقان فتلقى الموفدون في أواخر عام 1913 أمراً بالعودة إلى تركيا فوراً للالتحاق بوحداتهم، وبعد انتهاء الحرب عُيِّن معلما في مدرسة الضباط التي تأسست في حلب، وبعد ثمانية أشهر فاز في امتحان دخول مدرسة الأركان الحربية، فتوجه إلى إسطنبول مرة أخرى، وفي تلك الأثناء أعلنت الحرب العالمية الأولى، ودخلتها الدولة العثمانية إلى جانب ألمانيا، وفكرت الحكومة العثمانية في تقوية الجبهة السنوسية في ليبيا بقصد التضييق على الإنكليز في مصر من الغرب، بينما كانت القوات الأخرى تهاجمها من فلسطين في الشرق. فعين جعفر بالجيش السادس في بغداد أثناء الحرب العالمية الأولى، وذهب إلى ليبيا لإقناع السنوسيين ومعرفة شروطهم للانضمام إلى تركيا في الحرب وقاد هجوما على الإنجليز في ليبيا ووقع في أسرهم.
وعند قيام الثورة العربية الكبرى شارك فيها قائدا للجيش الشمالي بإمرة الأمير فيصل بن الحسين واستبسل في الحرب مع الثوار العرب. انضم هو وزوج أخته نوري السعيد إلى لورنس العرب في معاركهِ ضد العثمانيين. وحصل على وسام القديس ميخائيل ووسام القديس جورج ونال وسام الصليب الحديدي الألماني عام 1915، ودخل مع الملك فيصل إلى دمشق وكان الحاكم العسكري في الحكومة الفيصلية في عمان ثم حلب ثم كبير أمناء الملك فيصل وشارك في حكومة علي رضا الركابي، وتولى منصب وزير الدفاع مرتين من عام 1923م حتى عام 1924م، ومن عام 1926م حتى عام 1928م، في حكومة ياسين الهاشمي واشترك في مؤتمر القاهرة بين العراقيين والإنجليز، ومثل العراق في مؤتمر لوزان وكانت لهُ أفكار قومية عربية. في عام 1935 أصدر رسالة بعنوان آراء خطيرة في معالجة شؤون العراق العامة وتسلّم رئاسة مجلس النواب مرتين.

## سيرة سياسية
تقرر إرسال جعفر في غواصة ألمانية من الدردنيل إلى برقة. وهو يصف في مذكراته هذه السفرة المحفوفة بالمخاطر، ووصوله إلى مضارب السنوسي، ثم يتحدث عن السنوسيين وعاداتهم، وموقف السنوسي من الحرب، واصراره على تزويده بالمال والسلاح لمواصلة عملياته ضد الإنكليز. ويروي كيف تطوّع للعودة إلى مصر متخفياً بزيّ أحد الاخوان السنوسيين، متظاهراً بالسفر إلى الحج، ثم يصف بقاءه في الإسكندرية لمدة عشرة أيام، واتصالاته بالإنكليز خلال هذه المدة من دون ان يعرفوا هويته الحقيقية، ثم مغادرته على ظهر باخرة ايطالية إلى المياه العثمانية في يافا، ثم إلى القدس لمقابلة جمال باشا، قائد الجيش الرابع، ثم تحميله الاسلحة إلى السنوسي على سفينة شراعية، واقلاعه من بيروت مستصحباً معه ثمانية جنود من أبناء العرب في هذه الرحلة المحفوفة بالأهوال، ووصوله سالماً إلى ميناء بورت سليمان، ومحاولاته لاثارة السنوسي على البريطانيين، وبدء المعارك والحركات العسكرية في ليبيا، بينها «واقعة وادي ماجد»، و«واقعة بئر تونس» واخيراً «واقعة العقاقير» التي سقط فيها جريحاً، فأسره الإنكليز.

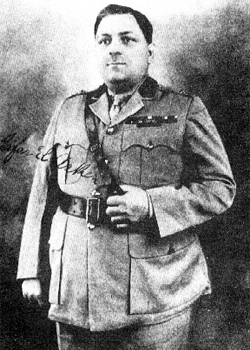
جعفر العسكري

اعتقل جعفر العسكري في معتقل الاسرى في المعادي، وهناك فكر في طريقة للهرب من المعتقل، فتمكن من اقتلاع قضبان الحديد من أحد شبابيك القلعة، ثم عقد «بطانيات» عدة ببعضها بعضاً، متخذاً منها حبلاً تدلى به ليلاً من الشباك ولكن «البطانيات» لم تحتمل ثقل جسمه لضخامته، فانفرط عقد احداها، وسقط جعفر على الأرض واصيب برضوض وجروح، والقي القبض عليه في منتصف الليل، وأعيد إلى المعتقل.
ولم تفارق جعفر خفة روحه حتى في هذه اللحظات، وكانت صلاته بآسريه قد أصبحت ودية بسبب شخصيته الظريفة. فلما جرى استجوابه عن محاولته للهرب، عرض ان يدفع قيمة البطانيات الممزقة، فأضحكهم، واستطاع ان يلطّف الجو ويخفف من غضبهم، فنقلوه إلى المستشفى لمعالجته.
وفي هذه الفترة كانت «الثورة العربية» التي قامت في الحجاز في بدايتها، وكان الضباط العرب يلتحقون بها من كل حدب وصوب. فقرر جعفر الانضمام اليها، فسمح له بالسفر إلى الحجاز بطريق البحر الاحمر، فلما وصلها أُلحق بالجيش العربي الذي كان مرابطاً حول المدينة المنورة بقيادة الشريف فيصل، وعيّن فيصل جعفراً قائداً عاماً لقواته من دون ان يستشير والده الشريف حسين، لما كان يعرفه من كفاءته العسكرية، لكن الشريف حسين غضب لذلك وامر بعزل جعفر، فأبرق فيصل إلى والده قائلاً ان في ذلك اهانة له لا يقبلها وانه سيتخلى عن مسؤولياته في الثورة ويستقيل. فاضطر الحسين إلى الموافقة على إلغاء ذلك الامر وارسل برقية يسترضي بها ولده.
واستولى جيش فيصل المعروف بالجيش الشمالي على العقبة واتخذها قاعدة حربية، ثم سار شمالاً حتى فتح دمشق. وقبل انتهاء تلك الحملة كان القائد البريطاني الجنرال اللنبي قد منح جعفر باشا وساماً بريطانيا رفيعاً واحتفل بتقليده الوسام في مقر قيادته في بير سالم بفلسطين وسط حلقة من المنتمين إلى الفرقة التي اسرته في مصر. وكان لاختيار هذه الحلقة لتكون «حرس شرف» في ذلك الاحتفال وقع جميل في نفس جعفر، وحافظ في هذه المناسبة ايضاً على روح الدعابة التي اتصف بها طيلة حياته، فأصر على ان يحمل إلى جانب الوسام البريطاني، وسام «الصليب الحديدي» الذي سبق ان ناله من اصدقائه السابقين الالمان، الذين كانوا في حالة حرب مع الإنكليز الذين يقلّدونه وسامهم الآن. وكان له ما أراد. وكان بذلك الشخص الوحيد الذي حمل هذين الوسامين معاً.
وبعد احتلال الجيش الشمالي سورية عُيّن جعفر العسكري حاكماً لمنطقة عمان ثم حاكماً لمنطقة حلب بعد سقوطها. ولما قامت الدولة العربية في سورية، وتوّج فيصل ملكاً عليها، عُيّن جعفر كبيراً لمرافقيه، فبقي في هذا المنصب إلى ان وقعت معركة ميسلون التي غادر فيصل سورية على اثرها إلى فلسطين ثم أوروبا. وكان جعفر في جملة مرافقيه، ولكنه لم يكد يصل إلى بور سعيد حتى وصلته برقية تدعوه إلى بغداد عاجلاً.
وفي هذا الوقت كانت «ثورة العشرين» التي قامت في العراق ضد الاحتلال قد اشتد أوارها وحملت البريطانيين على تغيير سياستهم في العراق وتشكيل حكومة وطنية، فتألفت حكومة موقتة برئاسة عبد الرحمن النقيب الذي طلب إلى جعفر قطع سفره مع الملك فيصل والذهاب إلى بغداد ليكون أول وزير للدفاع في أول وزارة عراقية.
وبهذه الصفة كانت المهمة الجديدة الثقيلة التي وجدها جعفر على عاتقه هي تأسيس جيش وطني عراقي. وبدأ عمله في المقر الجديد لوزارة الدفاع التي كانت تضم عشرة ضباط فقط، وكانت في الواقع وزارة دفاع بلا جيش. واستعان جعفر العسكري بالضباط العرب الذين خدموا في الجيش العثماني والذين كانوا بدأوا يعودون إلى العراق بعد انتهاء الحرب العالمية الأولى.
ووضع جعفر العسكري للجيش العراقي اسساً عصرية وتقاليد قويمة لا تزال باقية حتى الآن، وكانت جميع التوسعات والتطورات التالية امتداداً لها. وكان الجيش العراقي الذي اسسه جعفر العسكري أول جيش عربي يستعمل المصطلحات والرتب العسكرية باللغة العربية، فلا «طابور» ولا «صاغ» ولا «بكباشي»، بل «سريّة» و«فوج» و«عقيد» و«زعيم»...الخ. بينما احتفظت الجيوش العربية الأخرى بالمصطلحات التركية والاجنبية حتى اواسط الخمسينات. وأسس جعفر العسكري في وزارة الدفاع دائرة للترجمة ترأسها اديب ولغوي متضلّع في اللغتين العربية والإنكليزية، هو عبد المسيح وزير، فوضع للجيش العراقي مصطلحات عسكرية عربية مستعيناً بما كانت الجيوش العربية القديمة تستعمله من الفاض ومصطلحات، ومستحدثاً أسماء عربية للرتب العسكرية وقطع الاسلحة واجهزة الدبابات والسيارات وغيرها من المصطلحات.
واحتفظ جعفر العسكري بمنصب وزير الدفاع في وزارة النقيب الثانية وتولى هذه الوزارة ثلاث مرات أخرى في اوقات مختلفة. ولما عقد مؤتمر القاهرة الشهير في آذار مارس 1921 برئاسة وزير المستعمرات البريطاني ونستن تشرشل حضره جعفر العسكري مع السير برسي كوكس. وفي هذا المؤتمر تقرر ترشيح الملك فيصل، ملك سورية السابق، ملكاً للعراق.
ولما أسس التمثيل الديبلوماسي لدولة العراق المستقلة الجديدة، اختير جعفر العسكري أول وزير مفوض للعراق في بريطانيا ولكنه استدعي إلى بغداد بعد سنة واحدة، وعهد اليه برئاسة الوزارة، فبقي فيها حتى شهر آب أغسطس سنة 1923 ثم استقال وخلفه ياسين الهاشمي، وعاد هو إلى لندن وزيراً مفوضاً للمرة الثانية، وعاد إلى بغداد مرة أخرى فألّف وزارته الثانية، ثم عاد إلى لندن مرة أخرى فبقي فيها حتى سنة 1935.
وانتمى جعفر العسكري خلال وجوده في لندن إلى إحدى كليات الحقوق، ودرس القانون واكمل دراسته ونال لقب «باريستر» من «غريزاين»، وكان ذلك بطبيعة الحال بدافع من رغبته في الاستزادة من العلم، اذ لم تكن به إلى الشهادة حاجة بعدما وصل إلى اعلى الرتب في الجيش، واعلى المناصب في الدولة، واصبح رئيساً للوزراء مرتين ووزيراً للدفاع خمس مرات.
ولعل أهم منجزات جعفر العسكري كان اصراره على مبدأ «التجنيد الإجباري» الذي اثار في البداية خلافات كبيرة ونقاشاً طويلاً في الاوساط العراقية والبريطانية. وكان جعفر العسكري قرر منذ توليه وزارة الدفاع للمرة الأولى عام 1923 وعند مناقشة الدستور بعد ذلك، ان يدخل فيه مادة تجعل الخدمة العسكرية إلزامية، لكن هذا الاقتراح قوبل باعتراضات بعض شيوخ العشائر فضلاً عن عدم ارتياح الجهات البريطانية.
وكانت المعارضة الداخلية قائمة على اعتبارات سياسية وتعكس الوضع الدقيق لكيان البلاد السياسي ـ الاجتماعي في تلك الفترة. اما بريطانيا فلم تكن لها في البداية سياسة معينة تجاه القضية، ولكن حينما تألفت في وزارة الدفاع لجنة لصياغة مشروع قانون التجنيد الإجباري، علّق أحد موظفي وزارة المستعمرات ـ التي كانت ترعى شؤون العراق في ذلك الوقت ـ على الموضوع قائلاً: «ان فكرة التجنيد الإجباري تأتي مناقضة لجميع تقاليدنا...».
لكن المفتش البريطاني للجيش العراقي الجنرال وايلي أيد رئيس الوزراء جعفر العسكري في مشروعه، بل استقال من منصبه في العراق احتجاجاً على موقف حكومته، فاتسعت الهوة بين دار الاعتماد البريطاني والوزارة، ولما عرضت الوزارة مشروع «قانون الدفاع الوطني» على مجلس النواب، استقال بعض الوزراء المعارضين له، لأسباب متنوعة، صريحة وخفية، واشتدت معارضة المندوب السامي البريطاني، فاستقال جعفر العسكري من رئاسة الوزارة. ومع ذلك تبنت الحكومة العراقية مبدأ التجنيد الإجباري بعد ذلك، فبقي نافذ المفعول، وطبق بنجاح تام، بفضل الأسس السليمة التي وضعها جعفر العسكري.
وفي أواخر سنة 1936 فاجأ اللواء بكر صدقي العسكري، وكيل رئيس أركان الجيش، وزارة ياسين الهاشمي بانقلابه المعروف، فاستنكر جعفر ذلك، وقرر الخروج لمقابلة القطعات الزاحفة نحو بغداد، وكان واثقاً من أنه سيستطيع أن يثنيها عما تعتزم القيام به ويحبط محاولة بكر صدقي معتمداً على ما يكنه الضباط له من محبة واحترام. لكن بكر صدقي كان يعرف ذلك أيضا، فلما بلغه خروج جعفر العسكري ارسل أربعة ضباط اعترضوا سيارته وقتلوه في الصحراء قبل وصوله إلى مقر القوات خارج بغداد. وهكذا انتهت، بصورة روائية محزنة مؤسفة، حياة جعفر العسكري بأيدي رجال الجيش الذي كان يعده أباه ومؤسسه. وكان عند مقتله في الحادية والخمسين من عمره.
كان جعفر العسكري شخصية ظريفة، وسياسياً مرحاً، وصاحب نكتة، وكان في الوقت نفسه واسع الاطلاع عميق الغور. وتروى عنه قصص ظريفة ومقالب متنوعة. وكان بديناً نوعاً ما، مكتنز الجسم، شأن معظم الظرفاء، ذكياً كثير القراءة.
جاء في التقرير السري الذي كانت السفارة البريطانية في بغداد تعده سنوياً عن الشخصيات الرئيسية في العراق، لسنة 1935 والمحفوظ في دار الوثائق البريطانية في كيو الوصف الآتي لجعفر العسكري:
«... يتكلم العربية والتركية والكردية والأرمنية والفارسية والألمانية والفرنسية والإنكليزية. ضخم الجسم، متقلب المزاج بطبيعته. نزيه. حسن النية ولطيف المعشر، وان كان خاملاً بدرجة لا يواجه معها الحقيقة حينما تكون مزعجة. ميال إلى تبني موقف أقل مقاومة، منتظراً ما فيه الخير. ليست له قدرة على الدسائس، ويخدع بسهولة. متكلم جيد، وتكتيكي ممتاز، لكنه ليس استراتيجياً. شجاع ويقظ في المعارك...».

## وفاته

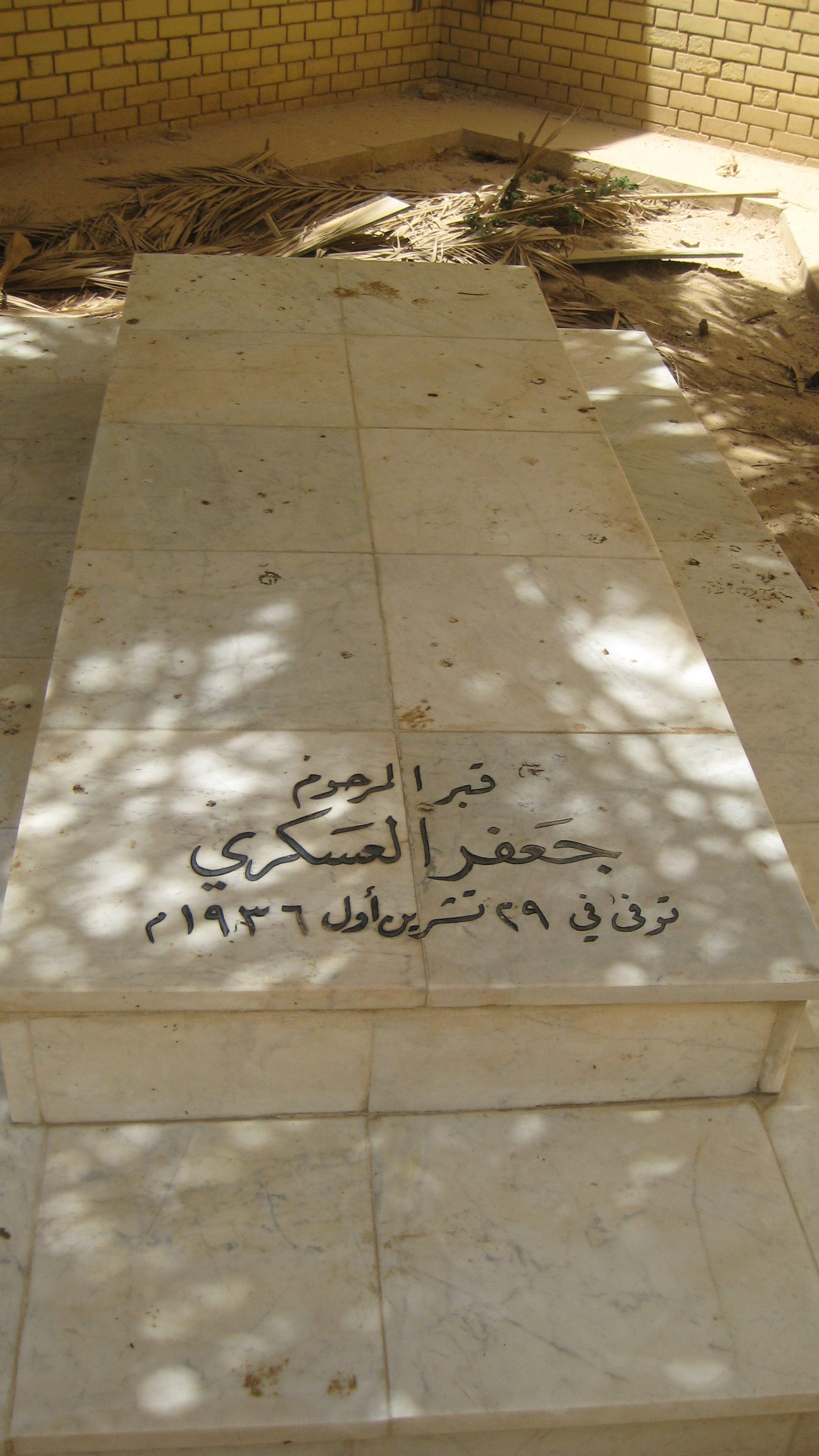
قبر جعفر العسكري في المقبرة الملكية ببغداد

في عام 1936 وقع انقلاب بكر صدقي فذهب لإحباط الانقلاببيين وإقناع بكر صدقي بالعدول عن انقلابه فقتله بكر صدقي في أراضي ديالى ودفن عام 1937 بالمقبرة الملكية في بغداد.

## آثاره
قال الكاتب نجدة فتحي صفوة: (خّلف جعفر العسكري مذكرات مخطوطة أعدها باللغتين العربية والإنكليزية، لكن الأجل لم يمتد به لانجازها ونشرها، تاركاً مرحلة طويلة ومهمة من سيرته من دون أن تدون، فقد توقف في الفصل الذي تحدث فيه عن تعيينه حاكماً لحلب بعد احتلال سورية في سنة 1919. وكانت المذكرات ركاماً هائلاً من الأوراق باللغتين العربية والإنكليزية، وبقيت عند نجله الأكبر طارق الذي كان ينوي اكمالها ونشرها، فلم يمهله الأجل ايضاً. فتفضل حفيده جعفر طارق العسكري، باطلاعي عليها، فعنيت بتحقيقها تمهيداً لنشرها. وقد رأيت من المفيد أن ألحقها بسرد موجز لسيرة جعفر العسكري من الفترة التي توقفت عندها المذكرات حتى مصرعه الأليم في سنة 1936، وهي فترة عمله في العراق. وقد نشرت المذكرات باللغة العربية في سنة 1988.
وفي السنة الماضية رأى أحفاد جعفر العسكري نشر مذكرات جدهم باللغة الإنكليزية أيضاً، تحقيقاً لرغبته، وحرصاً على اطلاع القراء بتلك اللغة على نطاق أوسع. وعني حفيده مصطفى طارق العسكري بترجمتها إلى اللغة الإنكليزية مع الملحق الذي أضفته اليها، وأسهمت مرة أخرى في تحقيق الطبعة الإنكليزية مع الباحث والناشر البريطاني وليام فيسي، وصدرت الطبعة الإنكليزية بعنوان: «قصة عسكري: من الحكم العثماني إلى العراق المستقل». وذكر الكتاب بالتقدير بين أهم الكتب الصادرة عن الشرق الأوسط خلال السنة الماضية. وكان ذلك تخليداً لذكرى شخصية مهمة بل فريدة في تاريخ العراق الحديث، ورجل قدّم لأمته وبلاده خدمات جليلة).

## روابط خارجية
- جعفر العسكري على موقع الموسوعة البريطانية (الإنجليزية)